# Kyūso

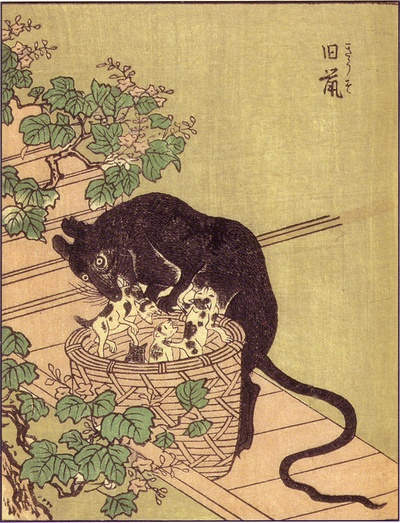
Kyūso aus Sanjins Ehon hyaku-monogatari, die Kätzchen großzieht.

Kyūso (japanisch 旧鼠; „Alte Maus“) sind fiktive Wesen der japanischen Folklore aus der Gruppe der Yōkai (妖怪; „Dämonen“). Laut Sagen und Legenden sollen Kyūso Katzen gefressen, Kätzchen aufgezogen und Menschen Schaden zugefügt haben.

## Beschreibung
Die Kyūso erscheint als hundegroße Maus. Sie soll dann entstehen, wenn eine gewöhnliche Hausmaus ungewöhnlich alt (mehr als 100 Jahre) wird. Dann wird sie riesengroß und nicht selten bösartig. Sie soll sich in vornehmen Villen, Palästen und sogar Tempeln herumtreiben und die Vorratskammern plündern, verwüsten und verdrecken. Werde sie dabei gestört, greife sie unverzüglich an, ein Kampf gegen sie sei aufgrund ihrer unnatürlichen Größe, Agilität und Stärke lebensgefährlich. Andere Kyūso sollen sich gerne auf wenig frequentierten Friedhöfen herumtreiben und die Gräber plündern. Wieder anderen Kyūso wird nachgesagt, teils anthropomorphe Gestalt anzunehmen. Wenn eine Kyūso keine eigenen Babys zur Welt bringen könne, raube sie nicht selten die Babys anderer Tiere (vornehmlich Haustiere), um sie dann wie ihre eigenen großzuziehen.

## Legenden
Laut Überlieferungen aus der frühen Edo-Zeit soll sich in den Präfekturen Yamagata und Akita der historischen Provinz Dewa Folgendes zugetragen haben: Der zu dieser Zeit hochgerühmte Dichter Matsuo Basho trägt vor, wie eine Katze und eine ungewöhnlich alte und große Maus eine tiefe Freundschaft pflegten. Eines Tages aber fraß die Katze ausgelegtes Gift, das wohl für die Ratten und Mäuse gedacht war, und starb an dem Gift. Die Maus entdeckte das Nest der Katze mit fünf hilflosen Kätzchen darin. Aus Mitgefühl pflegte die Maus die Katzenbabys und zog sie groß. Als Matsuo Basho davon erfuhr, erklärte er, dies sei nichts Ungewöhnliches: Er selber wisse zu berichten, dass Katzen ihrerseits auch Mäuse und andere Tierbabys großgezogen hätten. Eine ähnliche Geschichte wird aus der Präfektur Nara erzählt. Die Kyūso in dieser Überlieferung besaß vorgeblich rotes, schwarzes und weißes Kattunhaar und fraß immer Katzen, um anschließend deren Babys großzuziehen.
In einer weiteren Sage, die in Japan unter dem Titel Okinagusa (翁草; „Gräserner Greis“) bekannt ist, wird von dem Anwesen eines hochrangigen Fürsten berichtet, das sich nahe der Stadt Chūkyō (heutiges Nagoya) befand. Dort wurden fast jede Nacht sämtliche Laternen zerstört und die Vorratskammern geplündert und verdreckt. Als man mehrere Katzen aussetzte, weil man den Dreck für Mäusekot hielt, erschien nicht etwa eine gewöhnliche Maus, sondern eine Kyūso, die die Katzen tötete und danach für immer verschwand.

## Hintergründe
Das japanische Wort Nezūmi (鼠; wörtl. „Nager“) bedeutet sowohl „Maus“ als auch „Ratte“. Das schlägt sich auch in der Namensendung …ūso (鼠) nieder, die mit demselben Kanji geschrieben wird. Diese sprachliche Eigenart führt nicht selten zu Verwirrungen, wenn es um die Frage geht, welches Tier denn nun tatsächlich gemeint ist. Inzwischen ist man jedoch dazu übergegangen, Ratten als Ōnezūmi (大鼠; wörtl. „Riesen-Nager“) zu bezeichnen.
Erste Überlieferungen von Kyūso stammen bereits aus der Nara-Zeit (8. Jahrhundert) und erscheinen unter anderem im Ehon hyaku-monogatari (絵本百物語; „Bilderbuch der 100 Grusel-Geschichten“) von Tōka Sanjin aus dem Jahr 1842. Die aufgezeichneten Anekdoten nennen die Bunmei-Dynastie (文明; „zivilisierte Zeit“) als Zeit der vorgeblich stattgefundenen Begebenheiten. Die zahlreichen Legenden um monsterhafte Riesenmäuse (und -ratten) führten schließlich zur in Japan bekannten Redewendung: „Die bedrängte Maus beißt die Katze“ (窮鼠猫を噛む, Kyūso neko wo kamu).